# Частота случайного события
Частота случайного события (абсолютная частота) — количество появлений случайного события {\displaystyle m} при {\displaystyle n} независимых испытаний в однородных условиях. Относительная частота — отношение числа появлений к числу испытаний {\displaystyle ^{m}\!/_{n}}.
В условиях однородности и независимости испытаний относительная частотность имеет тенденцию к статистической устойчивости — соотношение {\displaystyle ^{m}\!/_{n}} в разных сериях наблюдений с большим числом испытаний {\displaystyle n} стабилизируется вокруг близких значений — вероятности случайного события; в этом контексте частотность может быть рассмотрена как эмпирическая вероятность. Теорема Бернулли фактически утверждает, что при {\displaystyle n\longrightarrow \infty } относительная частота случайного события {\displaystyle ^{m_{A}}\!/_{n}} сходится по вероятности к вероятности случайного события {\displaystyle P(A)}.
Концепция частотной вероятности фон Мизеса — Райхенбаха ставит относительную частоту в основу представлений о вероятности.
В лингвистике относительная частота соответствует понятию частотности.